# Pterostylis montana
Pterostylis montana är en orkidéart som beskrevs av Edwin Daniel Hatch. Pterostylis montana ingår i släktet Pterostylis och familjen orkidéer. Inga underarter finns listade i Catalogue of Life.